# Nae dwi-e Terrius
Nae dwi-e Terrius (내 뒤에 테리우스?, Nae dwi-e Teri-useuLR, titolo internazionale My Secret Terrius) è un drama coreano trasmesso su MBC TV dal 27 settembre al 15 novembre 2018.

## Trama
Una donna di nome Go Ae-rin perde il marito. Insieme al suo vicino Kim Bon, che era un agente NIS, scoprono la verità dietro il coinvolgimento di suo marito in un'enorme cospirazione.

## Personaggi
- Kim Bon/Terrius, interpretato da So Ji-sub
- Go Ae-rin/Alice, interpretata da Jung In-sun
- Jin Young-tae, interpretato da Son Ho-jun
- Yoo Ji-yeon, interpretata da Im Se-mi

## Colonna sonora
1. Heart Is Beating (그렇게 가슴은 뛴다) – Gaho
2. Shining (눈부셔) – Suran
3. One Day – Kim Min-seung
4. Shout To The Sky (하늘에 외치다) – Eunjung
5. When Will I See You (언제쯤 보일까) – Yang Da-il
6. My Sun (나의 태양) – Minos, Savina & Drones

## Distribuzioni internazionali
| Paese          | Canale/i                    | Prima TV                            | Titolo adottato                               |
| -------------- | --------------------------- | ----------------------------------- | --------------------------------------------- |
| Hong Kong      | Oh!K                        | 28 settembre-16 novembre 2018       | My Secret Terrius                             |
| Hong Kong      | ViuTV                       | 28 maggio-25 giugno 2019            | 我身後的陶斯 (Terrius dietro di me)           |
| Malaysia       | Oh!K                        | 28 settembre-16 novembre 2018       | My Secret Terrius (Il mio Terrius segreto)    |
| Singapore      |                             |                                     |                                               |
| Channel U      | 20 ottobre-24 novembre 2019 | 我身後的陶斯 (Terrius dietro di me) |                                               |
| Indonesia      | Oh!K                        | 28 settembre-16 novembre 2018       | My Secret Terrius (Il mio Terrius segreto)    |
| Taiwan         | Star Entertainment Channel  | 16 luglio-14 agosto 2019            | 我身後的陶斯 (Terrius dietro di me)           |
| Taiwan         | Star Chinese Channel        | 23 luglio-19 agosto 2019            | 我身後的陶斯 (Terrius dietro di me)           |
| Taiwan         | Fox Taiwan                  | 19 novembre-3 dicembre 2019         | 我身後的陶斯 (Terrius dietro di me)           |
| Filippine      | ABS-CBN                     | 30 settembre-15 novembre 2019       | Codename: Terrius (Nome in codice: Terrius)   |
| India          | ZEE5                        |                                     |                                               |
| America Latina | Pasiones                    | novembre 2020                       | Terrius, mi secreto (Terrius, il mio segreto) |